# Апушкин, Николай Иванович
Николай Иванович А́пушкин (1921—2014) — военный, общественный деятель, Почётный гражданин Республики Карелия (2005).

## Биография
В 1940 году окончил Тамбовское пехотное училище, назначен командиром взвода курсантов училища.
В 1942 году окончил курсы переподготовки Орловского танкового училища.
Участник Великой Отечественной войны. В 1942—1944 годах воевал на Западном, Воронежском и Украинском фронтах в должностях от командира взвода до заместителя начальника штаба танковой бригады.
В 1944 году был направлен на учёбу в Военную академию бронетанковых войск. Участвовал в Параде Победы на Красной площади Москвы 24 июня 1945 года.
Окончил Военно-дипломатическую академию, работал в органах военной разведки СССР, в 1955—56 годах — помощник военного атташе при Посольстве СССР в Великобритании.
Вышел в отставку в 1971 году с поста начальника отдела разведывательного управления Группы советских войск в Германии.
С 1971 года в Петрозаводске, работал в объединении «Кареллеспром», в 1975—1980 годах — первый помощник капитана на судах загранплавания «Беломорско-Онежского пароходства».
В 1980—2000 годах — председатель Карельского Комитета ветеранов Великой Отечественной войны.